# Weinmannia ouaiemensis
Weinmannia ouaiemensis là một loài thực vật thuộc họ Cunoniaceae. Đây là loài đặc hữu của New Caledonia.